# Trigonophloeus
Trigonophloeus is een geslacht van kevers uit de familie somberkevers (Zopheridae).

## Soorten
Deze lijst is mogelijk niet compleet.
| - T. alluaudi - T. confluens |